# Župnija Lucija
Župnija Lucija je rimskokatoliška teritorialna župnija dekanije Koper, ki je del škofije Koper.

## Sakralni objekti
| Slika                     | Cerkev                                | Kraj/naselje   | oznaka RKD/EID:                    |
| ------------------------- | ------------------------------------- | -------------- | ---------------------------------- |
| Klikni za spremembo slike | cerkev sv. Lucije župnijska cerkev    | Lucija         | Register kulturne dediščine 1-3839 |
|                           | kapela Marije Rože skrivnostne kapela | Lucija / Lucan |                                    |
|                           | Register kulturne dediščine 1-3839    |                |                                    |

Župnija Lucija nima podružnice, dvakrat letno pa je župnijsko bogoslužje pri majhni kapelici Marije Rože skrivnostne (Sir 39,13) na Lucanu, ki je bila zgrajena leta 1912, ob 400-letnici Marijinega prikazovanja v Strunjanu.

## Zgodovina župnije
Krščanske skupnosti so na ozemlju današnje župnije delovale že v prvem tisočletju, prve znane omembe cerkva pa so iz 13. stoletja (npr. cerkve sv. Odorika iz leta 1290).
Koprski škof Pavel Naldini v svojem cerkvenem krajepisu leta 1700 omenja tudi nekdanjo cerkev sv. Marije na polotoku Seča, ki je bila med najstarejšimi, za katero navaja, da jo je 14. aprila 1320 slovesno posvetil koprski škof Tomaž Contarini. Samo delno ohranjena je tudi cerkvica sv. Antona Padovanskega, v bližini škvera na koncu polotoka Seča (med gostilno Ribič in Vrtom kaktej).

### Obnovitev Koprske škofije
Dne 17. oktobra 1977 je papež Pavel VI. z bulo Prioribus saeculi (V prvih letih) apostolsko administraturo za Slovensko primorje ukinil ter obnovil staro koprsko škofijo, na celotnem ozemlju dotedanje administrature, ter jo pridružil slovenski (ljubljanski) cerkveni pokrajini kot sufragansko škofijo ljubljanske nadškofije. Tedaj je bil škof Janez Jenko imenovan za (prvega) koprskega rezidencialnega škofa.
Po ratifikaciji meddržavnih Osimskih sporazumov, ki so stopili v veljavo oktobra 1977, je bila obnovljena škofija povečana še s tistimi deli goriške nadškofije in reške škofije (okoli Ilirske Bistrice), ki so ostali v Sloveniji.

### Ustanovitev skupne in kasneje samostojne župnije
Leta 1968 je bila ustanovljena skupna župnija Lucija-Portorož, za prvega župnika je bil imenovan Franc Prelc. Pred tem so ta del Župnije Piran duhovno oskrbovali patri frančiškani iz Pirana. Leta 1976 je bila ustanovljena samostojna župnija Lucija, z župnijsko cerkvijo svete Lucije. Prvi dve leti so novoustanovljeno župnijo upravljali jezuiti, prvi župnik je bil pater Franc Svolšek, za njim je naloge župnika v Luciji od leta 1979 opravljal Jože Ipavec, ki je župnijo vodil osemnajst let. Nasledil ga je Janez Kavčič, ki je leta 2006 prevzel v upravo tudi župnijo Portorož. Od leta 2013 je župnik v Luciji in Portorožu, to je v obeh župnijah, Vinko Paljk.

## Opis župnije
Župnija Lucija meji na župnijo Sečovlje in na župnijo Portorož, na severu z župnijami Strunjan, Izola in Korte, na drugi strani Piranskega zaliva pa na hrvaško župnijo Umag, ki spada pod Škofijo Poreč in Pulj. V župnijo spada poleg območja mesta Lucija še velik del polotoka Seča (brez istoimenskega naselja), zaselki Vinjole, Lucan, Kampolin in del Portoroža, vendar le do nekdanjega hotela Metropol. 
Ker je v župniji tudi avtohtona italijanska skupnost, se za italijansko govoreče vernike redno opravlja vsaj del nedeljskega bogoslužja v njihovem jeziku. Ker je ob praznikih za vse vernike župnijska cerkvica veliko premajhna, je bogoslužje včasih bilo kar v šolski telovadnici. Občasno opravljajo bogoslužje v župnijski cerkvici tudi patri minoriti iz Pirana.

### Župnijska cerkev Svete Lucije
Župnijska cerkvica v Luciji, ki so jo zgradili piranski solinarji, je posvečena sv. Luciji, priljubljeni svetnici iz zgodnjekrščanske dobe. Po tej cerkvici je ime dobilo tudi naselje, ki so ga iz Sveta Lucija v Lucija preimenovali leta 1952.

## Uprava župnije iz Portoroža

### Župnijski urad
Odkar je župnija upravljana iz Portoroža in je bilo prodano župnišče v Luciji, se župnijske zadeve (razen bogoslužja) opravljajo v župnijskem uradu v Portorožu, ki je pri cerkvi Marije rožnovenske.